# Mackellar-Gletscher
Der Mackellar-Gletscher ist ein großerGletscher in der Königin-Alexandra-Kette der antarktischen Ross Dependency. Er fließt vom Mount Mackellar in nördlicher Richtung an der Ostflanke des Hampton Ridge entlang zum Lennox-King-Gletscher. 
Teilnehmer einer von 1961 bis 1962 durchgeführten Kampagne im Rahmen der New Zealand Geological Survey Antarctic Expedition benannten ihn in Verbindung mit dem gleichnamigen Berg nach Campbell Duncan Mackellar (1859–1925), einem privaten Geldgeber zur Unterstützung der Nimrod-Expedition (1907–1909) des britischen Polarforschers Ernest Shackleton.